# Podenc de Creta
El podenc de Creta (Kritikos Lagonikos) és una raça de gos autòctona de l'illa de Creta, Grècia. Per les seves característiques és un animal idoni per la caça menor. Es considera una de les races de gos de caça més antigues d'Europa, amb una història de 4.000 anys. Aquesta raça de gos té una agilitat excel·lent, amb una gran velocitat que el fa ideal per l'agility i té una gran resistència que el fa un caçador de llebre excepcional. També té instints de guarda així com instints de gos pastor.

## Descripció

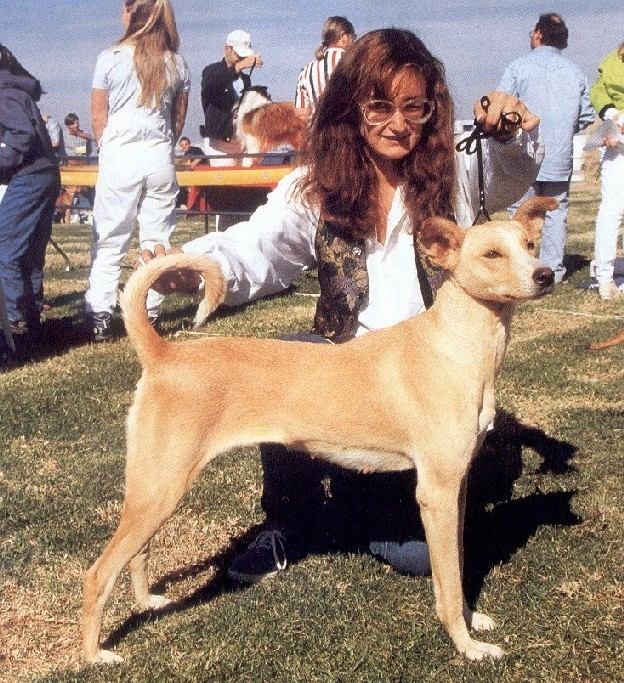
Podenc de Creta en una exhibició canina.

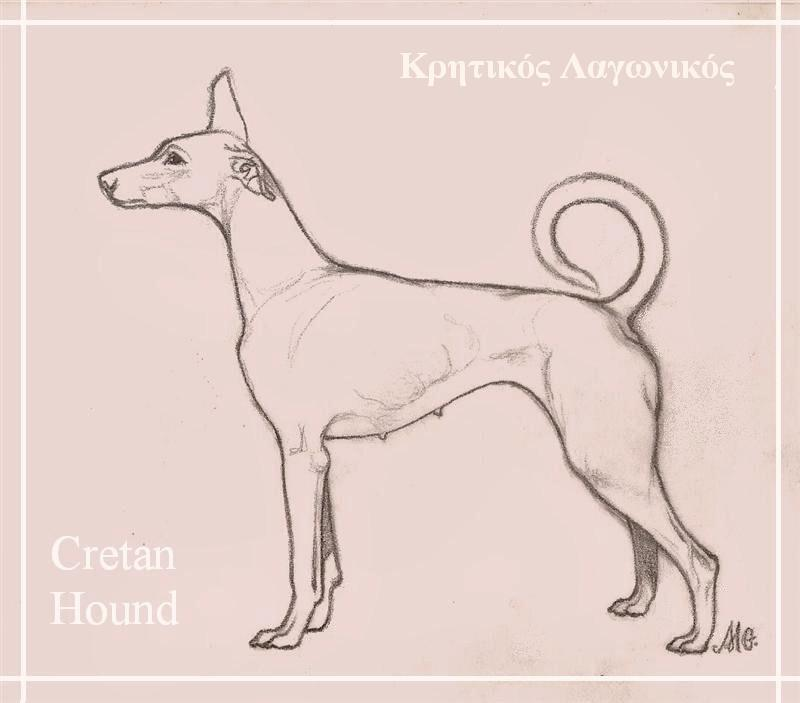
Dibuix d'un podenc de Creta.

El podenc de Creta és un gos prim, especialment adaptat per la velocitat i amb grans reflexos que li permet anar per terreny perillós i rocós. El cap és allargat amb orelles molt mòbils que es pleguen enrere com un gos llebrer durant la persecució. La cua és una important característica de la raça: llarga i torçada cap amunt, formant un anell solt o estanc i cobert amb un raspall de pèl més llarg per sota.
El gos és lleugerament més llarg que alt, amb mitges angulacions, cames primes i bons músculs; és ample però tampoc massa ample ni massa arrodonit. Hauria d'haver-hi un equilibri entre les característiques de velocitat i d'estabilitat, produint un bon gos d'agility. Individus maldestres i pesats no poden ser tolerats.
Els colors d'aquesta raça poden variar de: blanc pur, crema, sorrenc, cervatell, gris, negre o brindle, bicolor o tricolor.
Mides:
- Mascles: Més de 60 cm
- Femelles: Més de 50 cm
- Pes: Per ambdós sexes pot ser entre 20–30 kg.

## Història
El podenc de Creta és una raça de caça primitiva, la seva existència a l'illa grega de Creta està documentada per escrit i des de fa com a mínim 3.500 anys. Va ser extensament conreat i utilitzat per la civilització minoica que, al seu cim, va dominar la major part del mar Egeu, les illes Cíclades i el Peloponès oriental. Sempre utilitzat com gos de caça de llebres i conills salvatges en els terrenys durs de la seva illa nativa. Els autors clàssics van elogiar el podenc de Creta com el millor caçador de llebres i en temps antics van ser exportats a les colònies gregues i a altres països d'Europa, arribant tan lluny com a Espanya i a les illes britàniques, per mesclar i millorar el podenc local. És evidentment una raça veritablement antiga, probablement la raça de gos més antiga d'Europa. És possible que els seus avantpassats vinguessin d'Àfrica però estaven molt adaptats a aquest hàbitat únic de Creta, una illa remota amb altres espècies úniques, una subespècie única de cabra salvatge, linx i unes altres. Aïllats durant mil·lennis, aquests gossos van ser formats per actuar en una tasca particular i desafiant un terreny dur i rocós, van quedar purs i inalterats fins avui. A causa d'una història llarga de lluita contra enemics exteriors, els podencs de Creta són una raça lliure, amorosa, orgullosa, independent, una mica dura i fins i tot tossuda, no els agrada estar amb altres gossos i amb gent de fora i fins i tot fins avui els espècimens millors són mantinguts amagats de l'ull públic. Les pràctiques de cria són cruels i el mitjà limitat del passat va ensenyar als habitants locals a escollir per a la cria als millors podencs i a descartar als gossos que tenien defectes o que no eren perfectes. Com a resultat va produir una raça particularment forta i sana, però també molt petita en nombre. Durant anys van ser mantinguts en secret i fins i tot ara rarament deixen Creta, a part d'ocasions rares com quan participen en espectacles de gossos en fires canines internacionals, com la d'Atenes, on els visitants tenen l'oportunitat de conèixer una raça de gos de llegenda.